# Trachycentra amphiloxa
Trachycentra amphiloxa är en fjärilsart som beskrevs av Edward Meyrick 1907. Trachycentra amphiloxa ingår i släktet Trachycentra och familjen äkta malar. Inga underarter finns listade i Catalogue of Life.